# Quarta Feira (Sortelha)
Quarta Feira é uma aldeia pertencente à freguesia de Sortelha, Município do Sabugal, onde residem à volta de 80 pessoas.
O habitantes dedicam-se sobretudo à agricultura ou trabalham no Sabugal ou na Guarda.
Na povoação existe um grupo de teatro, existindo um auditório onde costumam haver representações. Em Quarta Feira, existe ainda uma capela, relizando-se geralmente uma festividade no mês de agosto.